# Kravciîha, Nijîn
Kravciîha (în ucraineană Кравчиха) este un sat în comuna Velîka Doroha din raionul Nijîn, regiunea Cernihiv, Ucraina.

## Demografie
Componența lingvistică a localității Kravciîha
     Ucraineană (100%)
Conform recensământului din 2001, toată populația localității Kravciîha era vorbitoare de ucraineană (100%).